# Filip Ivanovski
Filip Ivanovski (mazedonisch Филип Ивановски; * 1. Mai 1985 in Skopje) ist ein ehemaliger nordmazedonischer Fußballspieler. 

## Karriere

### Verein
In der Jugend spielte Ivanovski für Vardar Skopje und Rabotnički Skopje. Dort sammelte er in der Saison 2004/05 auch erste Profierfahrung in der Prva liga. Anschließend ging er zum Zweitligisten Makedonija Skopje. Mit diesem Klub schaffte er sofort den Aufstieg in die Prva liga. In der ersten Erstligasaison wurde er mit zweiundzwanzig Treffern zweitbester Torschütze der Liga hinter Stevica Ristić (27 Treffer). In der nächsten Saison erzielte er in der Hinrunde zehn Tore, sodass er das Interesse von ausländischen Vereinen noch mehr weckte. Im Januar 2007 unterschrieb er dann beim polnischen Erstligisten Groclin Grodzisk, die umgerechnet etwa 800.000 Euro Ablöse bezahlten. Nach eineinhalb Jahren wechselte er mit dem Verkauf des Klubs an den Besitzer von Polonia Warschau zu diesem Klub. Im Sommer 2010 entschied er sich zum zyprischer Erstligisten Ethnikos Achnas zu wechseln. Nach einem Jahr als Einwechselspieler wechselte er zurück in seine Heimat zu seinem Jugendverein Vardar Skopje, wo er Kapitän wurde. Ein Jahr später ging er dann zum FK Astana nach Kasachstan und 2015 wieder zu Vadar. Es folgten weiter Stationen beim FK Javor Ivanjica, Rovaniemi PS, FK Belasica Strumica und 2019 beendete er seine aktive Karriere bei Kokkolan Palloveikot in Finnland.

### Nationalmannschaft
Ivanovski gab sein Länderspieldebüt am 10. Juni 2009 im WM-Qualifikationsspiel gegen Island, als er in der 66. Spielminute für Aco Stojkov eingewechselt wurde. In diesem Spiel konnte er auch seinen ersten Treffer für sein Land markieren, in der 85. Minute erzielte er den 2:0-Siegtreffer.

## Erfolge
- Mazedonischer Meister: 2005, 2012, 2015, 2016
- Mazedonischer Pokalsieger: 2006
- Polnischer Pokalsieger: 2007
- Polnischer Puchar Ekstraklasy-Sieger: 2007, 2008
- Kasachischer Pokalsieger: 2012